# マテウシュ・モラヴィエツキ
マテウシュ・ヤクプ・モラヴィエツキ（ポーランド語: Mateusz Jakub Morawiecki、1968年6月20日 - ）は、ポーランドの政治家。同国首相（第17代）を6年間務めたほか、ベアタ・シドゥウォ内閣で副首相や開発相、財務相を歴任した。

## 来歴
物理学者で独立自主管理労働組合「連帯」の指導者でもあったコルネル・モラヴィエツキと妻ヤドヴィガの子として、ヴロツワフに生まれる。幼くして反共産主義運動に身を投じ、非合法な政治出版物の印刷などに従事した。12歳だった1980年8月には、ヴロツワフ市内各所に「下シロンスク時報」の壁新聞を掲示してまわった。壁新聞ではいわゆる「グダニスクの要求」が列挙された上で、ポーランドのバルト海沿岸各地でのゼネストが呼びかけられていた。1981年の戒厳令発令後も、連帯の機関紙の印刷・頒布といった地下活動を行った。
内務省保安部には幾度も逮捕され、過酷な訊問を受けたが、1980年代末まで政治活動を続けた。1988年から1989年には、ヴロツワフ大学を占拠してのストライキに参加した。政治思想結社「自由と連帯」を共同で旗揚げし、「下シロンスク時報」の編集にも携わった。
社会主義体制崩壊後はヴロツワフ大学（史学、1992年卒）やヴロツワフ工科大学（1993年卒）、ヴロツワフ経済大学（経営管理、1995年卒）、ハンブルク大学（欧州法・欧州統合、1995年 - 97年在籍）、バーゼル大学（欧州研究、1995年 - 97年在籍）で学んだ。ヴロツワフ工科大在学中はセントラル・コネチカット州立大学に留学したほか、ノースウェスタン大学ケロッグ経営大学院の上級エグゼクティブ・プログラムを修了した。
1991年、出版会社2社を共同で設立。また、ドゥヴァ・ドニ（Dwa Dni、「2日間」）という雑誌を共同で創刊し、編集長に就任した。
1995年にはドイツ連邦銀行のインターンシップに参加し、信用分析や財政再建、銀行監督、金融市場監督などを学んだ。1996年から1997年には、フランクフルト大学で銀行やマクロ経済の研究に従事。1998年には、欧州統合委員会加盟交渉局副局長として、ポーランドの欧州連合 (EU) 加盟交渉に金融などのさまざまな分野で関与した。また、ポーランド初のEU法の専門書を共同で編集した。
1996年から2004年まで、ヴロツワフ経済大で講師を勤めた。1996年から1998年には、ヴロツワフ工科大でも教えていた。多くの高等教育機関の運営委員会に名を連ねたほか、複数の企業で取締役を務めた。1998年から2002年まで、ドルヌィ・シロンスク県議会議員でもあった。
1998年11月、サンタンデール銀行傘下の西WBK銀行監査委員会副委員長に就任し、経済分析局や国際貿易部の監督を請け負った。その後、2001年に専務、2007年には頭取となり、2015年まで在職した。
2015年11月16日には、ベアタ・シドゥウォ内閣のもとで副首相兼開発相に就任した。
2016年9月28日、モラヴィエツキはシドゥウォ内閣の財務相に任命された。これによって予算や国家財政、EU関連の資金および経済政策全般をつかさどる、閣内でシドゥウオに次ぐ強い権限を持つ閣僚となった。
これに先立ってモラヴィエツキは、「モラヴィエツキ・プラン」と呼ばれる野心的な開発計画を発表した。これは経済成長を促すことで国家歳入の増加を図るもので、2人以上の子どもがいる家族を対象とした「ファミリー500+」という子ども手当などが含まれていた。
2017年3月18日から19日には、ドイツのバーデン＝バーデンで開催されたG20財務相会合に出席した。ポーランドの代表が同会合に加わったのは、これが初めてであった。

### 首相職
2017年12月8日、辞任したシドゥウオの後任としてポーランドの首相に指名され、その3日後に正式に就任した。就任後初の演説では、前政権の政策を継続することを公約した。
2018年1月にワルシャワで人種差別事件が起きた際は「ポーランドにレイシストの居場所はない。肌の色を理由とした少女への攻撃は、最大級の非難に値する。すべての人々にとって安全なポーランドをつくるため、われわれは全力を尽くす」と宣言した。
2018年初め、ポーランド議会両院は国家記銘院法改正案を可決した。これによって、第二次世界大戦時、ナチスドイツが行ったホロコーストやその他の戦争犯罪、および人道に対する罪に当時のポーランド人全体が協力していたと主張することは刑事罰の対象となった。また「ポーランド絶滅収容所」という表現の使用も禁止された。そのため、イスラエルとポーランドの外交関係は急激に悪化した。
2月17日のミュンヘン安全保障会議で、モラヴィエツキは「ドイツ人の加害者だけでなく、ポーランド人の加害者もいたと話すことは、ユダヤ人の加害者がいた、ロシア人の加害者がいた、ウクライナ人の加害者がいたと言うことと同じで、犯罪にはならないだろう」と述べた。この発言はさらなる論議を呼び、首相ベンヤミン・ネタニヤフや大統領ルーベン・リブリンなどのイスラエル首脳から批判された。この対立状態は6月末、両国の首相が共同声明でホロコーストに関する調査研究の促進で合意する一方、「ポーランド集中収容所」という表現の使用を非難することで収束した。
2018年3月には、日曜日にほとんど一切の商業活動を禁止する法律がポーランドで施行された。スーパーマーケットなどの小売店が日曜に休業するのは、自由な商業法が導入された1990年代以降初めてであった。同法はモラヴィエツキの支持のもと、法と正義が推進した。
モラヴィエツキは他のヴィシェグラードグループの首脳同様、EUによる移民の強制割り当てに反対している。2018年5月には「割り当てをわれわれに押し付けるEUによって、国家主権が根底から揺るがされている」と述べた。
イギリスの欧州連合離脱問題については、2019年1月にBBCに対して「ますます多くのポーランド人がイギリスから帰国するようになっているが、ポーランド経済を勢いづけるためにも、この流れが続くことを望んでいる」と述べた。
2022年2月7日にタデウシュ・コシチンスキ財務大臣が辞任を表明し、後継が決まるまでモラヴィエツキが財務大臣を兼任することとなった。4月26日にマグダレナ・ジェチュコフスカを後任に据え、約2カ月半の兼任を終えた。
2022年ロシアのウクライナ侵攻に対しては、当初ウクライナのウォロディミル・ゼレンスキー政権を強力に支援したが、戦争が長引いたことで徐々に支援疲れが指摘されるようになる。2023年10月の総選挙を見据え、ウクライナ産の穀物がポーランドに大量流入することを恐れる農家の利益を守るため、モラヴィエツキは次第に強硬な姿勢が目立ち始め、両国の関係は急激に悪化。モラヴィエツキは、2023年9月20日にウクライナに対する武器供与の停止を警告したほか、ウクライナを溺れる人間に例え、救助者を引っ張って巻き添えにする可能性があるとも述べた。その後10月15日に議会選挙が執行される。与党・法と正義は第一党の座を維持したものの、過半数を割る結果に終わった。11月6日には大統領から組閣を要請されたが、過半数確保は事実上不可能な情勢であり、最終的には野党に政権が渡るとみられた。しかし11月27日、議会で過半数の支持を確保しないまま首相に再任され就任宣誓を行い、野党からは茶番であるとして批判を受ける事態となった。2週間以内に議会で過半数の信任を得る必要があるため、モラヴィエツキは野党の政策も取り入れることと引き換えに支持を求めたが、成功する公算はないと予想されていた。12月11日に下院にて内閣信任決議案が採決され、賛成190、反対266票で否決されたためモラヴィエツキは首相を失職した。

## 人物
イヴォナ・モラヴィエツカ夫人とのあいだに4子がいる。
親戚のうち、おばの2人はユダヤ人男性と結婚し、ユダヤ教に改宗した。おばの1人はホロコーストを生き延びたが、その手助けをした人物はのちに諸国民の中の正義の人に認定された。

## ギャラリー
- イギリスのテリーザ・メイと（2017年、ブリュッセル）
- フランスのエマニュエル・マクロンと（2017年、ブリュッセル）
- ヴィシェグラードグループの首脳らと（2018年、ブダペスト）
- ウクライナのペトロ・ポロシェンコと（2018年、ミュンヘン）
- エチオピアのムラトゥ・テショメと（2018年、ワルシャワ）
- 左からヤロスワフ・カチンスキ、チェコのペトル・フィアラ、スロベニアのヤネス・ヤンシャ、モラヴィエツキ、一人おいてウクライナのウォロディミル・ゼレンスキー（2022年、キーウ）[34]